# Baltimoore
Baltimoore es un grupo de Hard rock, procedente de Suecia.

## Historia
El grupo fue formado por el cantante y frontman Björn Lodin. Originalmente Lodin firmó un contrato en 1987 con Elektra Records para la grabación de un álbum en solitario, pero finalmente optó por utilizar el nombre de Baltimoore para la grabación del mismo.
En 1992 Lodin, que se encontraba en Finlandia, conoció al músico búlgaro Nikolo Kotzev. Ambos unieron fuerzas y el segundo se unió a Baltimoore, lo cual dio dos discos: "Double Density" y "Thought for Food". Finalmente, tras diferencias musicales y personales, Kotzev abandonó la banda en 1994 para formar su propio proyecto, Brazen Abbot.
Un año más tarde, en 1995, la banda entró en un stand-by que la mantuvo 5 años a la sombra. Sin embargo, en 2000 Björn Lodin movió ficha de nuevo y el grupo publicó "Original Sin". Recopilaciones y demás empresas han copado el tiempo de Baltimoore hasta que en 2005 se publica "Fanatical", el disco que a la postre sería el último con su compañía discográfica Lion Music.
En 2006 fichan por BLP Music, con la cual han publicado su último disco: "Kaleidoscope".

## Miembros

### Formación actual
- Björn Lodin - voz
- Mankan Sederberg - guitarra (2004 - )
- Stefan Bergström - guitarra (1989 - 1990, 2004 - )
- Weine Johansson - bajo (1991 - )
- Hempo Hildén - batería (2004 - )

### Antiguos miembros
- Thomas Larsson - guitarra (1989, 2000 - 2003)
- Nikolo Kotzev - guitarra, teclados (1992 - 1994)
- Mats Olausson - teclados (1989 - 1990)
- Lars Pollack - teclados (1992)
- Ulf Widlund - bajo (1989)
- Anders Åström - bajo (1989)
- Jenny Wikström - bajo (1990)
- Rolf Alex - batería (1989 - 1991)
- Jamie Borger - batería (1992)
- Ian Haugland - batería (1994, 2001 - 2003)

## Discografía
- There's no Danger on the Roof (1989)
- Freak (1990)
- Double Density (1992)
- Thought for Food (1994)
- Original Sin (2000)
- The Best of Baltimoore (2001)
- Ultimate Tribute (2003)
- Fanatical (2005)
- Kaleidoscope (2006)

- Datos: Q1752070